# Castellone
Castellone è un borgo compreso nel comune di Formia, denominato fino al 1862 Mola e Castellone, istituito nel 1820 con la fusione dei borghi di Mola e Castellone. Attualmente è considerato un quartiere della città laziale.
Castellone è un borgo medievale; tra i suoi monumenti si citano: il Cisternone romano (risalente al I secolo a.C. con struttura a pianta irregolare divisa in quattro navate e con capacità di 7 000 metri cubi), il Cancello (gliu cancegl in dialetto locale), la torre di Castellone, la cripta con le reliquie di Sant'Erasmo, il luogo del miracolo di Sant'Erasmo e la torre dell'orologio.